# Волково (Краснинський район)
Волково (рос. Волково) — село в Краснинському районі Смоленської області Росії. Адміністративний центр Волковського сільського поселення.
Населення — 157 осіб (2007).

## Розташування
Розташоване в західній частині області на лівому березі річки Дніпро, за 20 км на північний схід від районного центру, смт Красний, за 25 км від Смоленська.

## Історія
Станом на 1885 рік у колишньому власницькому селі, центрі Волковської волості Краснинського повіту Смоленської губернії, мешкало 115 осіб, налічувалось 24 дворових господарства, існували православна церква, богодільня й водяний млин, відбувалось 2 ярмарки на рік.